# Phoebe nitida
Phoebe nitida är en lagerväxtart som beskrevs av Carl Ludwig von Blume. Phoebe nitida ingår i släktet Phoebe och familjen lagerväxter. Inga underarter finns listade i Catalogue of Life.